# Max Gunzburger
Max D. Gunzburger (né à Buenos Aires, le 11 octobre 1945) est un mathématicien et informaticien américain, professeur émérite affilié au département interdisciplinaire de calcul scientifique de l'État de Floride.

## Biographie
Gunzburger obtient son diplôme de B. Sc. à l'université de New York en 1966, et son Ph. D. à la même université en 1969. Sa thèse, intitulée Diffraction of shock waves by a thin wing—Symmetric and anti-symmetric problems, est dirigée par Lu Ting.
Gunzburger est professeur assistant de mathématiques à l'université de New York jusqu'en 1971. Il est ensuite deux ans chercheur postdoctoral au Naval Ordnance Laboratory avant de travailler à l'Institute for Computer Applications in Science and Engineering de la NASA jusqu'en 1976. De 1976 à 1982, il est professeur associé de mathématiques à l'université du Tennessee de 1976 à 1982.
Il est ensuite à l'université Carnegie-Mellon de 1981 à 1989, à l'Institut polytechnique et université d'État de Virginie de 1987 à 1997.
En 1995, Gunzburger devient professeur et titulaire de la chaire de mathématiques à l'université d'État de l'Iowa. En 2001, il devient professeur émérite de mathématiques.

## Recherche
Ses principales contributions à la recherche portent sur le contrôle de flux, l'analyse par éléments finis, la supraconductivité et les pavages de Voronoi. Il a également apporté des contributions dans les domaines de l'aérodynamique, des sciences des matériaux, de l'acoustique, du changement climatique, des eaux souterraines, du traitement d'images et de l'évaluation des risques,.

## Responsabilités scientifiques
Gunzburger est rédacteur en chef du SIAM Journal on Numerical Analysis de 2000 à 2007. Il est également président du conseil de surveillance en 2003 et occupe divers autres postes de responsabilités à la SIAM ,.

## Publications
Parmi les plus de 300 publications de Gunzburger trois des plus citées sont : 
- Qiang Du, Max D. Gunzburger et Janet S. Peterson, « Analysis and Approximation of the Ginzburg–Landau Model of Superconductivity », SIAM Review, vol. 34, no 1,‎ 1er mars 1992, p. 54–81 (DOI 10.1137/1034003, lire en ligne)
- Qiang Du, Vance Faber et Max Gunzburger, « Centroidal Voronoi Tessellations: Applications and Algorithms », SIAM Review, vol. 41, no 4,‎ 1er janvier 1999, p. 637–676 (DOI 10.1137/S0036144599352836, lire en ligne)
- Pavel B. Bochev et Max D. Gunzburger, « Finite Element Methods of Least-Squares Type », SIAM Review, vol. 40, no 4,‎ 1er janvier 1998, p. 789–837 (DOI 10.1137/S0036144597321156)

## Distinctions et honneurs
Les numéros 3 à 4 du volume 4 du International Journal of Numerical Analysis and Modeling sont consacrés à Gunzburger à l'occasion de son 60e anniversaire.
Il est le lauréat 2008 du prix  W.T. et Idalia Reid en mathématiques de la Society for Industrial and Applied Mathematics (SIAM),.
Gunzbuger est élu membre du SIAM en 2009 pour « ses contributions au contrôle des fluides et au calcul scientifique ».